# Имброски пролом
Вижте пояснителната страница за други значения на Имброс.
Имброс (на гръцки: Φαράγγι της Ίμπρου) е пролом в Република Гърция, разположен на остров Крит, дем Сфакия, чието начало е в близост до едноименното село Имброс.
Каньонът е с дължина 11 km и ширина само 1,6 m. Разположен е паралелно на клисурата Самария, намираща се на запад от него, и се нарежда на второ място по популярност на Крит именно след Самария, която държи първото място.
Дълго време единственият достъпен път дотам е с мулета преди да се построи асфалтиран път.
Според преданието някога двама братя били изгонени от остров Имброс (както е било гръцкото му название, а днес е повече познат като Гьокчеада) и те основали на Крит в района на каньона село със същото име.
Достъпът до каньона е възможен целогодишно като не е нужно да имате планински водач, но е задължително да сте със здрави високи обувки, тъй като се върви по камъни. Денивелацията е 650 m като придвижването става по пресъхналото корито на река. Времетраенето е около 2-3 часа като се заплаща вход от няколко евро при входа към каньона до село Имброс, а изходът от него е при село Комитадес.

## Галерия
- Входът към пролома
- Преминаване с муле
- Панорама към каньона